# 盧庫盤唇鱨
盧庫盤唇鱨為輻鰭魚綱鯰形目倒立鯰科的其中一種，為熱帶淡水魚，分布於非洲Luapula河流域，體長可達9公分，棲息在岩石底質底中層水域，生活習性不明。

## 扩展阅读
維基物種上的相關：盧庫盤唇鱨